# Sobre el cielo
Sobre el cielo (gr.: Περὶ οὐρανοῦ, lat.: De Caelo) es un tratado escrito por Aristóteles en el 350 a. C., que contiene ideas centrales de su física, cosmología, su teoría astronómica y sus ideas sobre el funcionamiento concreto del mundo terrestre. La obra está compuesta por cuatro libros, de longitud decreciente, en el que el autor va desarrollando de manera paralela, más que sucesiva, investigaciones de temas físicos, referidos al universo en general, los cuerpos simples que lo forman, la naturaleza del cielo, de los astros y de la tierra.
Según Aristóteles en Sobre el cielo, los cuerpos celestes son los seres (o "sustancias") más perfectos, cuyos movimientos se rigen por principios distintos de los cuerpos en el mundo sublunar. Estos últimos están compuestos por uno o todos los cuatro elementos clásicos (fuego, aire, agua y tierra) y son perecederos; pero la materia de la cual están hechos los cielos es de éter imperecedero, por lo que no están sujetos a generación y corrupción. Por lo tanto, sus movimientos son eternos y perfectos, y el movimiento perfecto es el circular, que, a diferencia de los terrenales, puede durar eternamente. A veces Aristóteles parece considerarlos como seres vivos con un alma racional como su forma (véase también Metafísica, XII). Este trabajo es significativo como uno de los pilares definitorios de la cosmovisión aristotélica, una escuela de filosofía que dominó el pensamiento intelectual durante casi dos milenios. Del mismo modo, este trabajo y otros de Aristóteles fueron importantes obras seminales de las cuales se derivó gran parte de la escolástica. También existe un trabajo espurio en el corpus aristotélico cosmológico titulado Del universo.

## Contenido

### Libro I

#### La Física y sus objetos. La perfección del cuerpo y el Universo (268a1 - 268b11)
La obra comienza con la enumeración de algunos de los objetos que estudia la Física: los cuerpos (σώματα) y las magnitudes (μεγέθη), los entes dotados de cuerpo y magnitud (las plantas, los animales, los hombres y los astros), y los principios (ἀρχαί) de estos entes (sustrato, forma y privación, según Física, libro I). La consideración sobre el cuerpo (σῶμα) comienza por una definición de "continuo" como lo que se puede dividir siempre en partes a su vez divisibles, para señalar luego que el cuerpo es aquello "divisible por todos lados", esto es, aquello definido por tres dimensiones (entendidas como cantidades continuas divisibles), mientras que la superficie está constituida por dos, y la longitud por una. Como de estas dos últimas magnitudes siempre podemos pensar en un paso a otro género de magnitud (sumando una dimensión a la longitud pasamos a superficie; y sumando una dimensión a la superficie pasamos a un cuerpo), y por ende las pensamos como careciendo de algo, mientras que del cuerpo no podemos pasar a ninguna magnitud de otro género, Aristóteles señala que el cuerpo es una magnitud perfecta y que representa una totalidad. No obstante, observa que teniendo en cuenta que todo cuerpo está en contacto con otro cuerpo, puede ser considerado como integrante de una multiplicidad, y por ende se le puede atribuir una perfección solo relativa. El todo al que pertenecen los cuerpos en cuanto partes, en cambio, es completamente perfecto.

#### El quinto elemento, dotado de movimiento circular (268b12 - 269b15)

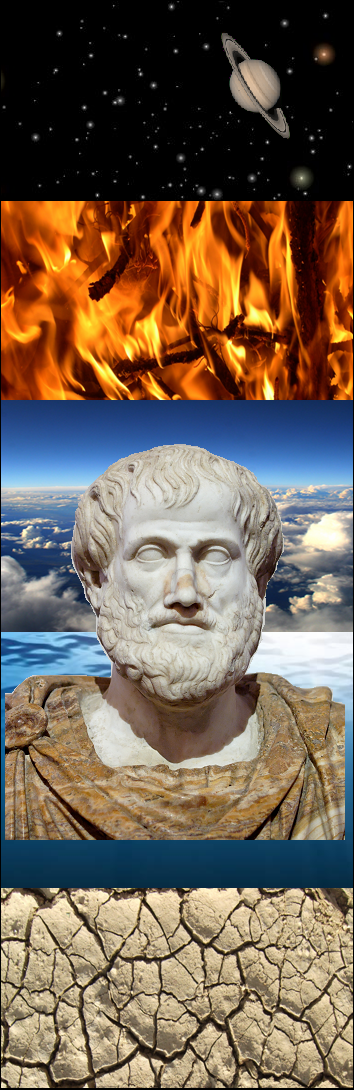
Aristóteles creía que cada elemento tienen un lugar natural en el universo, y cada elemento trataría de alcanzar esa posición. De más arriba a abajo: éter, fuego, aire, agua y tierra.

Tras formular el principio de que todos los cuerpos o magnitudes naturales son móviles, y que la naturaleza es el principio de su movimiento, Aristóteles distingue tres movimientos referidos al lugar (traslación - φορά) simples:
- Circular, en torno al centro
- Rectilíneo, que a su vez se define como
  - Ascendente, que se aleja del centro;
  - Descendente, que se acerca al centro.

Define el autor los cuerpos simples por poseer un solo movimiento natural simple, lo que lo conduce a postular la existencia de un cuerpo simple al que le corresponda el movimiento circular, y que no puede ser identificado con alguno de los elementos ya conocidos de que se componen los entes sublunares: ya que la tierra y el agua poseen un movimiento natural descendente, mientras que el fuego y el aire ascienden por naturaleza.
Otro argumento refuerza la idea de que el movimiento simple debe ser natural para su correspondiente cuerpo simple. Parte del principio de que cada cosa tiene solo un contrario. Y si no hubiera un cuerpo simple que posea naturalmente el movimiento circular, el cuerpo sujeto a dicho movimiento lo haría en un sentido contrario a su movimiento natural. Ahora bien: si lo que se mueve en círculo es fuego o aire, por ejemplo, el movimiento contrario a su naturaleza es el descendente, y solo este. Y si fuera agua o tierra, su movimiento contrario sería solo el ascendente. Es decir, teniendo en cuenta los cuerpos simples conocidos, es imposible que a estos se les atribuya el movimiento circular forzado. Por lo tanto, debe haber un cuerpo simple cuyo movimiento natural sea el circular.
Observa Aristóteles además, que no parece corresponder con el movimiento eterno y continuo que vemos en el cielo, la idea de que el cuerpo simple que lo recorre esté constantemente forzado al mismo, cuando vemos que en todas las demás cosas, lo que se comporta al margen de lo natural se corrompe con más facilidad. Más bien, todo parece señalar que hay un cuerpo simple que, por serle connatural el movimiento circular, que es primero respecto de todo movimiento por ser más perfecto, resulta también más divino y anterior que el resto de los cuerpos simples.

#### Propiedades del cuerpo dotado de movimiento circular (269b16 - 270b30)
Avanzando a partir de las consideraciones precedentes, Aristóteles define provisionalmente lo pesado o grave (βαρύς) como lo que se acerca al centro, y lo liviano o leve (κοῦφος) como lo que tiende a alejarse del centro. Así, lo más pesado (τὸ βαρύτατον) es lo que tiende a situarse más abajo de todo lo que tiende a bajar, y lo más liviano (τὸ κουφὸτατον), lo que si sitúa por encima de todo lo que tiende a subir. El elemento dotado de movimiento circular no es ni pesado ni liviano: aceptar esto implicaría que puede tener un movimiento rectilíneo (ascendente o descendente), natural o antinatural. Según los postulados ya aceptados, para cada cuerpo simple hay un movimiento simple natural, y los movimientos rectilíneos corresponden naturalmente a los cuatro cuerpos simples del mundo sublunar.
Si aceptamos que el quinto cuerpo simple puede padecer un movimiento antinatural rectilíneo (ascendente o descendente), y además tenemos en cuenta el principio que postula que lo contrario de lo antinatural es lo natural, tendríamos que sostener que el contrario de dicho movimiento rectilíneo antinatural (el descendente o el ascendente, respectivamente), es natural para el quinto cuerpo simple. Sabemos que tiene un movimiento circular natural, por lo que decir que puede sufrir un movimiento antinatural está en contradicción con la correspondencia unívoca entre cuerpo simple y movimiento simple natural que ya ha sido postulada.
Aristóteles descarta que lo que ha dicho para el elemento en general pueda no valer para alguna parte del mismo, al considerar que el movimiento de toda la tierra y de una parte de ella es el mismo, a saber, el rectilíneo descendente; y de allí infiere que el movimiento de cualquier cuerpo compuesto responde al mismo movimiento que afecta a sus partes.
El autor muestra que el cuerpo simple cuyo movimiento natural es circular solo acusa un tipo de cambio: la traslación que lo define, en torno al centro. Otro tipo de cambios (μεταβολή), como la generación y la corrupción, el aumento, o la alteración, no son posibles en este cuerpo simple: porque el cambio sustancial (generación y corrupción) supone un substrato y un contrario. Pero al no haber un contrario del movimiento circular, tampoco puede haber un cuerpo que sea contrario al definido por este movimiento. No puede acusar tampoco un cambio cuantitativo (aumento o disminución) porque no posee materia del mismo género de dónde pueda aumentar. Aristóteles dice que si el cuerpo cuyo movimiento propio es el circular no está sujeto a cambio cuantitativo, es razonable que pensemos que tampoco está afectado por el cambio cualitativo, esto es, la alteración; toda vez que vemos que los cuerpos sometidos a cambios cuantitativos (los seres vivos sujetos al crecimiento) también están determinados por la alteración.
El autor asocia estos atributos a lo divino, señalando que lo que el razonamiento ha concluido coincide con lo que parece según la opinión común, puesto que todos los hombres asocian a lo divino con lo divino, y asignan a los dioses el lugar más excelso, que tiene propiedades semejantes a las inferidas. También coincide con el resultado de innumerables observaciones del cielo a lo largo de muchísimo tiempo, que han mostrado que siempre se comporta de la misma manera, por lo que este elemento o región superior ha sido llamado Éter (αἰθήρ) pues se mueve eternamente (ἀεί, "siempre" y  θεῖν, "correr").

#### No existe un opuesto del movimiento circular (270b31 - 271a5)
El capítulo IV del libro I reúne tres argumentos que apuntan a mostrar que el movimiento circular no tiene contrario, en orden a proveer si no una certeza completa, por lo menos una firme convicción (πίστις) a la tesis sostenida en el capítulo anterior (270a19) que sostenía que los cuerpos celestes estaban sustraídos de la generación y la corrupción, por lo que no pueden tener propiedades contrarias.
El primer argumento está formulado elípticamente, por lo que cabe interpretarlo de diferentes maneras. Aristóteles establece que los movimientos contrarios deben ser contrarios en razón de la diferencia de los lugares de partida y de llegada. Mientras que en el movimiento rectilíneo -el ascendente y el descendente- esta diferencia es evidente, en el movimiento circular -propio de la bóveda celeste- esta diferencia no existe. Esta interpretación, sostenida por Leo Elders, se complementa con otra sostenida por Simplicio y W. K. C. Guthrie: Aristóteles señalaría que el movimiento circular parece tener como opuesto el movimiento rectilíneo; pero como existen dos movimientos rectilíneos opuestos en razón del lugar, y por cada movimiento simple puede haber solo un opuesto, el movimiento circular no puede ser el contrario del movimiento rectilíneo. Miguel Candel entiende que Aristóteles afirma que el movimiento circular se opone al rectilíneo puesto que no contiene contrarios.
El segundo argumento es un intento de negar que para el movimiento circular se pueda pensar que existen movimientos opuestos en razón de los lugares de partida y llegada, y para ello Aristóteles presenta cuatro casos:
1. Se pueden establecer dos puntos en un arco A y B, tal que podamos pensar que un movimiento sobre ese arco de A a B es opuesto al movimiento de B a A; pero el filósofo señala que entre dos puntos pueden pasar infinitas circunferencias, por lo que no hay oposición estricta, al menos en sentido geométrico.
2. Incluso si tomamos no un arco indeterminado, sino una semicircunferencia CD, se puede concluir lo mismo que en el caso anterior, y en definitiva la confusión de creer que los movimientos presentados son opuestos surge de definir el trazo circular por dos puntos, cuando en realidad lo único que se define geométricamente de esta manera es el la línea recta.
3. Si definimos dos puntos (E, F) en una circunferencia completa, tal que estos señalan los puntos que la dividen en dos semicircunferencias (G, H) podríamos pensar que el movimiento EF sobre la semicircunferencia G es opuesto al movimiento FE sobre la semicircunferencia H, pero sucede que en este caso no habría diferencias de lugar de partida y llegada, si consideramos la circunferencia completa.
4. La misma consideración anterior vale para dos movimientos que, en una circunferencia, partan de un mismo punto determinado pero en distintas direcciones.

El tercer argumento señala que si existieran movimientos circulares opuestos, estos, al terminar en el mismo lugar, no tendrían propósito. Y si uno de ellos prevaleciera, el otro sería superfluo, y esta conclusión contraría la premisa de que Dios y la naturaleza nada hacen en vano. Es un argumento que descansa en razones de orden teleológico.

#### La unicidad del cosmos (276a18 – 279b3)

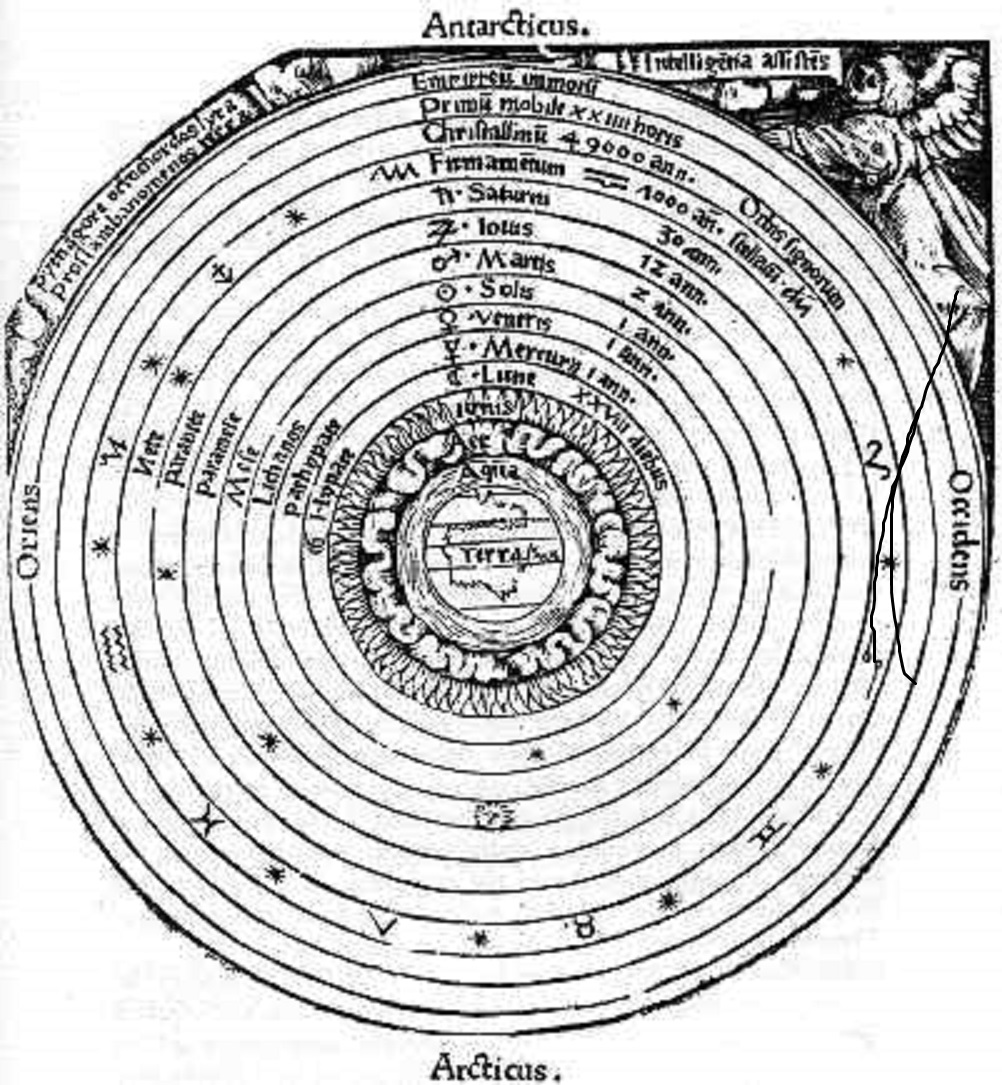
Ilustración del universo geocéntrico aristotélico en De Caelo, 1519.

En los capítulos VIII y IX, Aristóteles sostiene que el cosmos es uno, mediante una prueba indirecta: argumenta que es imposible que existan múltiples.
El capítulo VIII contiene la prueba de la unicidad o singularidad del cosmos (276b4-21). Previamente ofrece la explicación relativa a dos supuestos sobre los que descansa (276a22-b4), y posteriormente se responda a tres objeciones posibles al argumento (276b22-277a12).
Primeramente, Aristóteles advierte la oposición del movimiento natural con el movimiento por la fuerza. Las cosas se hallan en reposo (μένω) o en movimiento (κινεῖται), por naturaleza (φύσιν) o forzadamente (βία).
Aristóteles ejemplifica lo naturalmente estático y naturalmente dinámico y lo forzadamente estático y forzadamente dinámico con el más pesado de los elementos. Dirá, pues, que si la tierra se desplaza de manera forzada desde allá hasta aquí, al centro, se desplazará desde aquí hasta allá por naturaleza; y si la tierra venida desde allí permanece aquí sin violencia, también se desplazará hacia aquí por naturaleza.
En camino a la demostración de la imposibilidad de otro mundo, se afirmará que, al igual que en este mundo, alguna de las cosas del “otro mundo”, por naturaleza, tiene que alejarse del centro (μέσoν) y otra acercarse al centro.
Es natural que las partículas de tierra del otro mundo se desplacen hacia este centro, y también que se desplace hacia esta extremidad el fuego de allá. Pero esto es imposible: pues si así ocurriera, necesariamente se desplazaría hacia arriba la tierra en su propio mundo. En efecto, o bien no hay que sostener que la naturaleza de los cuerpos simples sea la misma en todos los diversos mundos, o bien, si así lo afirmamos, hay que hacer únicos el centro y la periferia; pero si esto es así, es imposible que exista más de un mundo.
Cualquier porción de un elemento de alguno de los hipotéticos mundos que separemos del resto para ver hacia dónde se mueve. La duda que podría planteársenos es: ¿se acercará a (o alejará de) este centro o hará lo propio respecto de aquel otro? Por ser homogénea con las demás partes del elemento a que pertenece, tanto las de este mundo como las de otros, debería simultáneamente, a cercarse a (o alejarse de) este y todos los demás centros, lo cual es obviamente imposible.
Todo lo que cambia, cambia en otro; todo lo que se mueve, se mueve a otro lugar; por tanto, el fuego y la tierra no se desplazarán hasta el infinito, sino hacia los opuestos (no-fuego y no-tierra). Se oponen según el lugar el arriba y el abajo, de modo que éstos serán los límites de la traslación.
Una prueba de que no es posible deslazarse hasta el infinito es que la tierra, cuanto más cerca está del centro, más rápido se desplaza, y lo mismo el fuego cuanto más arriba. Pero si fuera infinito el movimiento, también sería infinita la velocidad, y si la velocidad, también el peso y la ligereza.
Se contemplan aquí dos principios básicos de la dinámica, uno por el que la velocidad de caída es directamente proporcional al peso, y otro por el que dicha velocidad es directamente proporcional a la distancia recorrida en dirección al lugar natural.
Para finalizar el capítulo octavo, Aristóteles expone la naturaleza del cosmos como una suerte tríadica compuesta por tres lugares y tres elementos naturales. Es evidente que el cielo es necesariamente único. Al ser tres los elementos corpóreos, tres serán los lugares de cada uno: debajo, en torno al centro; el extremo, que se desplaza en círculo; y el que se halla entre estos dos.
El capítulo nueve consta, en primer lugar, de una aclaración semántica sobre el vocablo que contiene el título de la obra, luego, de la imposibilidad de la no existencia del vacío y del tiempo, y por último sobre la perfección de los cuerpos celestes.
Se procede por delimitar el significado de "cielo" (οὐρανός, ouranós). Los tres sentidos atribuidos por el autor al vocablo  son:
1. La envoltura u orbe más externa del mundo (donde se hallan las estrellas fijas);
2. Los cuerpos en contacto inmediato con dicho orbe (los astros); y
3. El universo en su conjunto.
El de Estagira intuye que si no hay cuerpo alguno fuera del universo, tampoco habrá fuera del mismo ni lugar, ni vacío, ni tiempo. Pues, no hay lugar (τόπος) porque en todo lugar es posible que exista un cuerpo, y fuera del universo no solo no existe, sino que tampoco es posible que haya ni que llegue a haber cuerpo alguno. Ni hay vacío (κενόν), porque aun cuando por definición en el vacío no hay, actualmente, cuerpo alguno, es posible, sin embargo, que el mismo pueda ser ocupado por un cuerpo, y se ha visto que, con respecto a un hipotético más allá del universo, tal posibilidad no existe. Ni hay tiempo (χρόνος), por último, porque éste, conforme la definición aristotélica formulada en el libro IV de la Física, es el “número del movimiento según lo anterior y lo posterior” (ἀρισμóς κινήσεως κατά τὸ πρòτερον καὶ ὕστερον, 219b2). Y allí donde no es posible tal diferencia, allí donde el movimiento carece de número por ser infinito, en lugar de tiempo hay “eternidad” (αἰών). Fuera del cielo, dice Aristóteles, no hay tiempo, sino eternidad. Es incorrecto, por de pronto, identificar la eternidad con un “tiempo infinito”. αἰών, cuya raíz es la misma que la del adverbio “siempre”, αιεί. Pues así como en griego es posible hablar del αἰών de cada cual, porque esta palabra designa el fin o término (τέλος) que abarca el tiempo íntegro de cada vida y fuera del cual nada es según la naturaleza, así también, por la misma razón, el término último del universo entero, el que contiene por igual el tiempo todo y la infinitud, es su αἰών, así denominado en razón de la eternidad de su existencia (ἀπó τοῦ αιεί εᾔναι), siendo ella “inmortal y divina” (ἀθάνατος καὶ θεῖος).
Las cosas que están más allá del movimiento más externo; continúan a lo largo de toda su duración inalterable y sin modificaciones, viviendo la mejor y la más autosuficiente de las vidas. Desde [el nacimiento de todo el cielo] deriva el ser y la vida que otras cosas, algunas más o menos articuladas pero otras débilmente, disfrutan.
Se concluye, para finalizar este noveno capítulo, con la perfección de los cuerpos del cielo, cuyo movimiento perfecto, que debido a su naturaleza circular, es incesante.

### Libro II

#### Perfección del cielo (283b25 – 286b9)
El cielo es perfecto por ser el único incorruptible y eterno, una de las cualidad de la perfección, y no puede ser movido por nada y nadie, luego el mito de Atlas sería falso. Siendo perfecto el movimiento circular, el cielo también tiene un movimiento circular. Aristóteles define arriba y abajo como la distancia entre los polos e izquierda y derecha con el movimiento del Sol. En la Tierra están estos múltiples movimientos como en el del fuego, el de la tierra o el del agua debido a la generación y destrucción, en comparación a los cielos.

#### Esfericidad de la Tierra y los astros celestes (286b10 – 297a15)

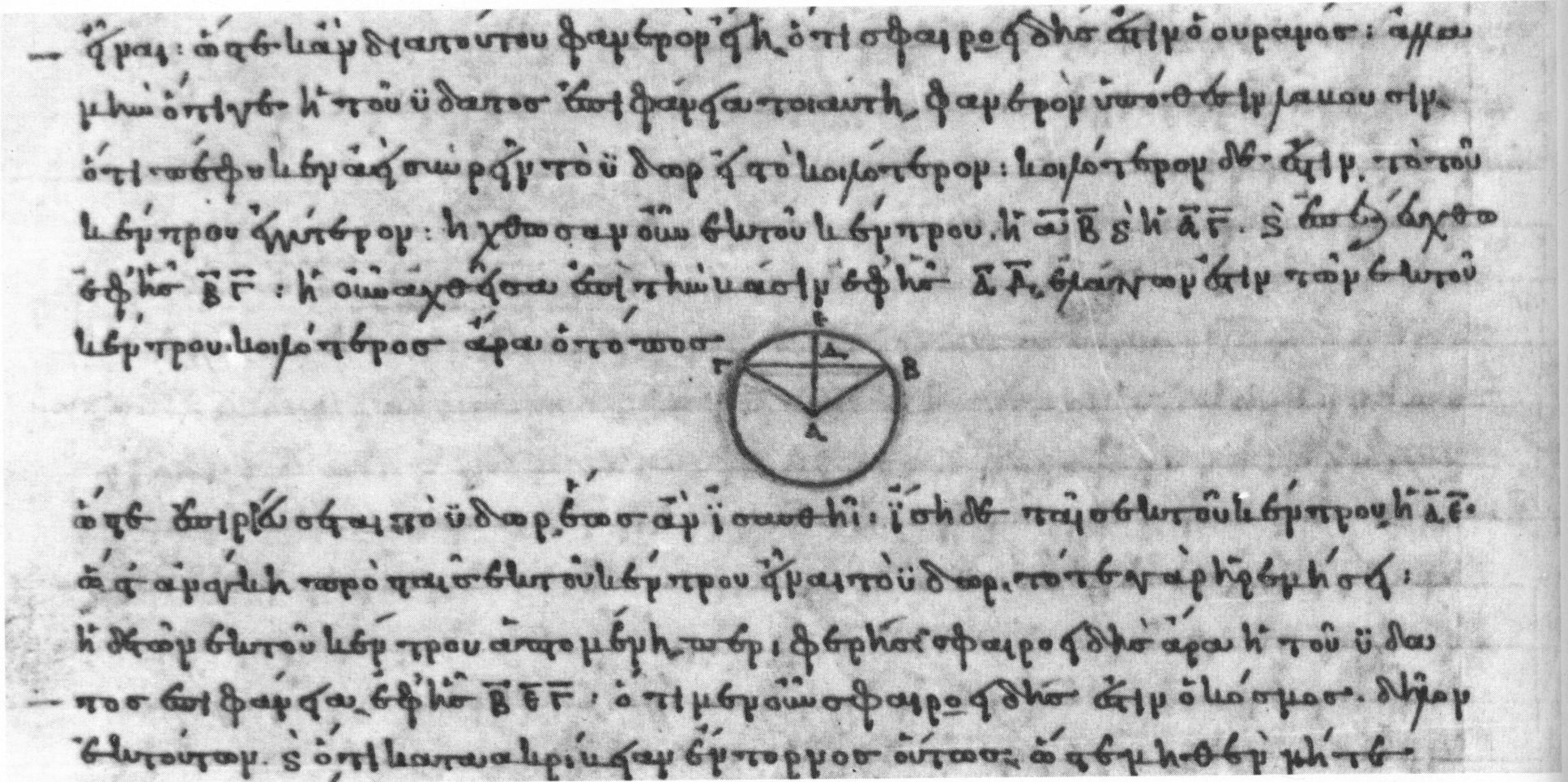
Diagrama de Sobre los cielos. Prueba de la forma esférica de la superficie del agua.

Lo que gira con movimiento circular será esférico. De modo que cada cielo es esférico al ser la esfera la primera de las figuras sólidas. Luego todos los cuerpos que están en contacto y contiguos con éstos también serán esféricos. Aristóteles observó que "había estrellas visibles desde Egipto y [...] Chipre que no se ven desde regiones del Norte." Dado que esto solo puede suceder sobre una superficie curva, también creía que la Tierra era una esfera "de no gran tamaño, o de otro modo el efecto de tan pequeño cambio de lugar no sería rápidamente aparente." Aristóteles proveyó argumentos físicos y observacionales para sustentar la idea de una Tierra esférica:
- Toda porción de la Tierra tiende hacia el centro y forma una esfera por compresión y convergencia, como las gotas de agua;[36]
- Los viajeros que van hacia el Sur ven las constelaciones sureñas elevarse más alto sobre el horizonte;[34]
- La sombra de la Tierra sobre la Luna durante un eclipse lunar es redonda.[37]

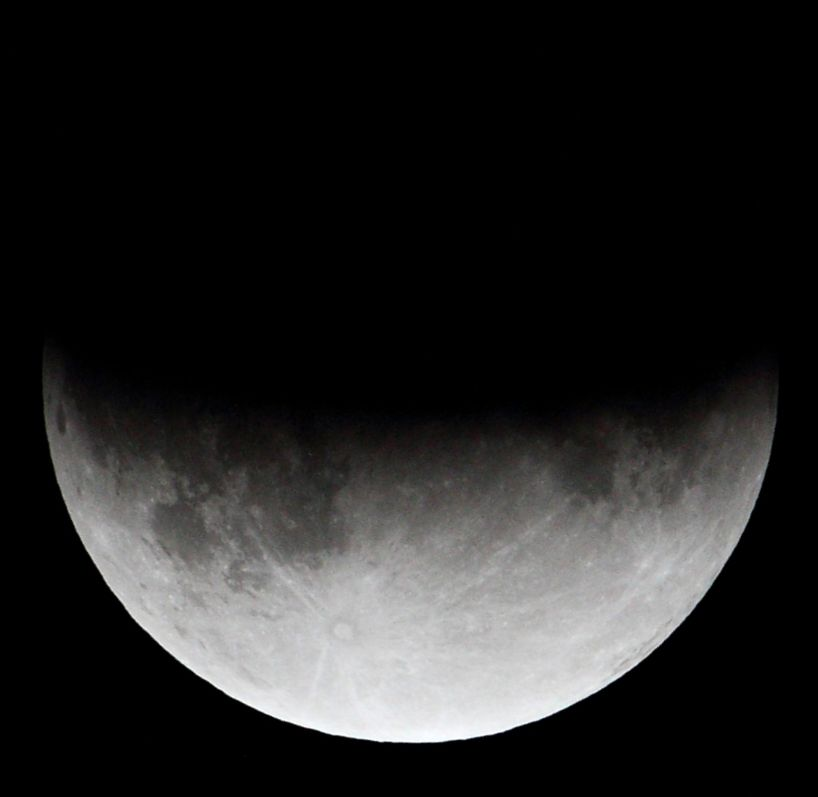
Sombra de la Tierra en la Luna en el eclipse lunar de junio de 2010.

Acorde a los matemáticos de su tiempo, Aristóteles estima que "el tamaño de la circunferencia (de la tierra) dicen que son cuarenta miríadas (de estadios)", lo que equivaldría a unos 70.000 km. No fue hasta Eratóstenes que se llegó a una cifra más aproximada a la real: 252.000 estadios o unos 45.000 km.
La Tierra está constituida de distintas esferas de elementos, siendo que el agua está en torno a la tierra, el aire en torno al agua y el fuego en tomo al aire (mundo sublunar). La Tierra estaría inmóvil en el centro del universo mientras que los astros rotan uniformemente alrededor ella más allá de la Luna (mundo supralunar). Cada astro es movido por otro, por tanto hay un cielo que es ingénito y eterno, además de moverse uniformemente.
Aristóteles fue el primero criticar la noción pitagórica de las armonía de las esferas celestes. Los pitagóricos creían que el movimiento de los planetas debe producir un ruido, pero explican que no es perfectible a causa que ese ruido data para nuestros oídos desde el momento mismo de nuestro nacimiento. Él consideró esa idea como ingeniosa y muy poética, pero imposible. Las cosas que se desplazan en un medio que no lo hace produce ruido. En cambio lo que se halla en algo que se desplaza no produce ruido.
Según Aristóteles, los astros al igual tienen una forma esférica debido a que rotan y ruedan en los cielos que también lo es. Cada uno se mueve a diferentes velocidades cuanto más lejos estén sus esferas. Cada esfera es movida por la anterior hasta llegar al primer cielo que está más cerca de la perfección por su simplicidad.
Aristóteles expone las explicaciones propuestas acerca del movimiento y forma de la Tierra por sus contemporáneos, convirtiéndose en objeto de investigación, siendo para Aristóteles algunas las soluciones más absurdas que la propia dificultad. Expresó que a unos les parece que es esférica y a otros plana con figura de timbal; presentan como prueba el que al ponerse y levantarse el sol, parece quedar oculto por la tierra a lo largo de una línea recta y no curva. Acerca del lugar de la Tierra, había quienes decían que no está situada en el centro y que se mueve en círculo alrededor del centro, otros dicen también hallándose en el centro, rota en torno a su eje, como está escrito en el Timeo.
Algunos sostienen que la parte inferior de la tierra es infinita, como Jenófanes. Los pitagóricos afirmaban que el fuego estaba en el centro del cosmos. Otros sostienen que descansa sobre el agua, siendo la explicación más antigua y defendida por Tales de Mileto. Para Anaxímenes, Anaximandro y Demócrito que la tierra se sostenía por el aire. Todas estas ideas son "refutables" bajo la teoría del movimiento natural de Aristóteles. Cada elemento es atraído por su propio peso, estando la tierra inmóvil en el centro del universo, seguido por el agua, aire y fuego más cercano a los cielos.

### Libro III

#### Elementos y movimientos (297a16 - 307b25)
Los cuatro elementos clásicos son divisibles, finitos y tienen movimientos naturales por gravedad y levedad de su peso. Todos estos son movidos por un primer motor que se mueve a sí mismo. A diferencia de Empédocles y Demócrito, los elementos se originan de ellos mismos; por ejemplo cuando el agua se evapora. Criticó los sólidos platónicos en los elementos en el Timeo de Platón. Los elementos son solo materia por lo que carecen de forma y si se modificase uno de los sólidos, ya no sería el elemento que le corresponde.

### Libro IV

#### Levedad y gravedad (307b26 - 313b20)
Aristóteles llamó leve a lo que se desplaza hacia arriba y los extremos, y grave a lo que se mueve hacia abajo y al centro; en cambio, llama ligereza cuando de dos cosas que tienen peso e igual volumen, una se desplaza más deprisa hacia abajo por naturaleza.
Platón decía que cuanto más partículas constaba algo, más pesado es y que existe un vacío que hace las cosas más ligeras. No obstante, Aristóteles negó la existencia del vacío y señaló que elementos como el fuego siempre va hacia arriba sin importar la cantidad y que una pequeña cantidad de agua y de tierra pesa más que una grandes cantidades de aire. Los cuerpos más simples se desplazan hacia su lugar sin haber algo que se los impida. Además, su levedad y gravedad depende por el elemento en el que fluyan.

## Influencias
La filosofía y cosmología aristotélica influyó en el mundo islámico, donde sus ideas fueron tomadas por la escuela de filosofía de Falsafa a lo largo de la segunda mitad del primer milenio de nuestra era. De estos, los filósofos Averroes y Avicena son especialmente notables. Averroes en particular escribió extensamente sobre Sobre el cielo, tratando de reconciliar los diversos temas de la filosofía aristotélica, como el movimiento natural de los elementos y el concepto de esferas planetarias centradas en la Tierra, con las matemáticas de Ptolomeo. Estas ideas seguirían siendo centrales para el pensamiento filosófico en el mundo islámico hasta bien entrado el período premoderno, y sus influencias se pueden encontrar tanto en la tradición teológica como mística, incluso en los escritos de Al-Ghazali y Fakhr al-Din al-Razi.
Los filósofos europeos tenían una relación igualmente compleja con De Caelo, intentando conciliar la doctrina de la iglesia con las matemáticas de Ptolomeo y la estructura de Aristóteles. Un ejemplo particularmente convincente de esto es en el trabajo de Tomás de Aquino, teólogo, filósofo y escritor del siglo XIII. Tomás trabajó para sintetizar la cosmología de Aristóteles como se presenta en De Caelo con la doctrina cristiana, un esfuerzo que lo llevó a reclasificar los motores inmóviles de Aristóteles como ángeles y atribuir la "primera causa" del movimiento de las esferas celestiales a ellos. Aquino aceptó la explicación de Aristóteles del mundo físico, incluida su cosmología y física.
El filósofo francés del siglo XIV, Nicolás Oresme, tradujo y comentó sobre De Caelo en su papel de asesor del rey Carlos V de Francia. Alberto de Sajonia también realizó comentarios de esta obra.

### Ediciones y traducciones
- Aristóteles (1942). The student's Oxford Aristotle · Volume II · Natural Philosophy: Physica, De caelo, De generatione et corruptione (en inglés). Oxford University Press.

- Aristóteles (1942).  W. K. C. Guthrie, ed. On the Heavens (en inglés). Harvard University Press.

- Aristóteles (1965). Du Ciel. Texte établi et traduit par Paul Moraux. París: Les Belles Lettres.

- Aristóteles (1996). Acerca del cielo; Meteorológicas. Biblioteca Clásica Gredos. Miguel Candel (trad.). Madrid: Gredos. ISBN 8424918312.

### Estudios
- Elders, Leo (1965). Aristotles Cosmology. A Commentary on the De Caelo (en inglés). Assen.

- Zubiria, Martín (2005). Aristóteles y el cosmos. Buenos Aires: Quadrata. ISBN 987-1139-63-2.